# 大场 (围棋)
大场是指围棋里有扩展己方地盘、外势，并限制对方发展的着棋点。在布局阶段，占据空角、护角、挂角都是大场。